# Utting am Ammersee
Utting am Ammersee település Németországban, azon belül Bajorországban. Lakosainak száma 4725 fő (2023. december 31.).

## Népesség
A település népessége az elmúlt években az alábbi módon változott:
| Lakosok száma | 674  | 2359 | 2682 | 2933 | 4368 | 4469 | 4532 | 4529 | 4536 | 4725 |
|               | 1875 | 1950 | 1975 | 1987 | 2012 | 2014 | 2016 | 2017 | 2021 | 2023 |